# Mount Mahony
Mount Mahony är ett berg i Antarktis. Det ligger i Östantarktis. Nya Zeeland gör anspråk på området. Toppen på Mount Mahony är 1 870 meter över havet, eller 452 meter över den omgivande terrängen. Bredden vid basen är 5,2 km.
Terrängen runt Mount Mahony är kuperad åt nordväst, men åt sydost är den bergig. Trakten är obefolkad. Det finns inga samhällen i närheten.